# Warranawonkong
Die Warranawonkong waren die Hauptgruppe der Esopus-Indianer. Ihre Wigwams standen in Wildwyck, dem heutigen Kingston im Ulster County (New York). Sie verkehrten an der Mündung des Rondout Creek. Der Stamm war in Klans oder Familien eingeteilt und hatten je ihren Chef. Die Namen von einigen dieser Familien sind als die Amogarickakan-, Kettsypowy-, Mahon- und Katatawis-Familie erhalten geblieben. Der letzte der Esopus starb 1830 nahe Kingston.
Dieser Artikel basiert auf dem Artikel Warranawonkong (Memento vom 1. Juli 2010 im Internet Archive) aus der freien Enzyklopädie Indianer-Wiki (Memento vom 18. März 2010 im Internet Archive) und steht unter Creative Commons by-sa 3.0. Im Indianer-Wiki war eine Liste der Autoren (Memento vom 1. Juli 2007 im Internet Archive) verfügbar.